# Obere Walkmühle (Sachsen bei Ansbach)
Obere Walkmühle (fränkisch: Äjba-walkmil) ist ein Gemeindeteil der Gemeinde Sachsen bei Ansbach im Landkreis Ansbach (Mittelfranken, Bayern). Obere Walkmühle liegt in der Gemarkung Ratzenwinden.

## Geografie
Die Einöde liegt am Büchenbach, einem rechten Zufluss der Fränkischen Rezat. Im Norden grenzt das Bergholz an. Es führt eine Gemeindeverbindungsstraße an der Unteren Walkmühle vorbei nach Steinbach (1,6 km nördlich) bzw. nach Ratzenwinden (0,3 km südlich).

## Geschichte
Die Mühle wurde 1715 erbaut und erst seit 1746 als Walkmühle betrieben. Da die circa 500 Meter flussabwärts errichtete Mühle bereits 1719 zum Walken eingesetzt wurde, bürgerte sich die Unterscheidung zwischen unterer und oberer Walkmühle ein, so z. B. 1809 belegt als „obere Walckmühle“. Daneben wurden auch beide Mühlen als „Ratzenwinderwalkmühle“ (1818) bzw. „Razenwinderswalkmühlen“ (1832) bezeichnet. Von der ursprünglichen Mühle ist heute nichts mehr erhalten.
Gegen Ende des 18. Jahrhunderts gehörte Obere Walkmühle zur Realgemeinde Ratzenwinden. Sie hatte das brandenburg-ansbachische Hofkastenamt Ansbach als Grundherrn. Unter der preußischen Verwaltung (1792–1806) des Fürstentums Ansbach erhielt die Obere Walkmühle bei der Vergabe der Hausnummern die Nr. 10 des Ortes Ratzenwinden. Von 1797 bis 1808 unterstand der Ort dem Justiz- und Kammeramt Ansbach.
Im Rahmen des Gemeindeedikts wurden die Ratzenwinderwalkmühlen dem 1808 gebildeten Steuerdistrikt Brodswinden und der 1811 gegründeten Ruralgemeinde Brodswinden zugeordnet.
Am 10. August 1836 wurden die Ratzenwinderwalkmühlen in die neu gebildete Gemeinde Ratzenwinden umgemeindet. Diese wurde am 1. Januar 1972 im Zuge der Gebietsreform in Bayern in die Gemeinde Sachsen bei Ansbach eingegliedert.

## Einwohnerentwicklung
| Jahr      | 001840 | 001861 | 001871 | 001885 | 001900 | 001925 | 001950 | 001961 | 001970 | 001987 |
| Einwohner | 5      | *      | 8      | 6      | 5      | 3      | 8      | 4      | 7      | 5      |
| Häuser    | 1      |        |        | 1      | 1      | 1      | 1      | 1      |        | 1      |
| Quelle    | [ 15 ] | [ 16 ] | [ 17 ] | [ 18 ] | [ 19 ] | [ 20 ] | [ 21 ] | [ 22 ] | [ 23 ] | [ 1 ]  |

## Religion
Der Ort ist evangelisch-lutherisch geprägt und nach St. Alban (Sachsen bei Ansbach) gepfarrt. Die Einwohner römisch-katholischer Konfession sind nach St. Johannes (Lichtenau) gepfarrt.